# 沼正作
沼 正作（ぬま しょうさく、1929年2月7日 - 1992年2月15日）は、日本の生化学者。元京都大学医学部教授。和歌山県和歌山市生まれ。

## 来歴
1952年京都大学医学部卒業。一年間のインターン期間ののち、臨床研修のため第1内科学教室に入局する。後に基礎医学研究に転向することを決意し、1956年フルブライト奨学生として渡米、ボストンのハーバード大学医学部生化学部門でJohn Lawrence Oncley教授の研究室で血清リポタンパク質の分析の研究を開始する。1958年アレクサンダー・フォン・フンボルト奨学生として渡独ミュンヘンのマックス・プランク細胞化学研究所へ移籍し、フェオドル・リュネン教授の研究室で酵素学と脂質の代謝制御の研究を開始した。3年間の研究生活ののち、日本へ帰国し、京都大学医学部医化学教室（早石修教授）の講師となり、間もなく助教授に昇進した。
沼は自身の脂質代謝に関する研究を継続する傍ら、早石の哺乳類および微生物のトリプトファン代謝の研究にも貢献した。1963年休職し、再び渡独、リュネンとの共同研究を再開した。この間リュネン教授は1964年にドイツ出身の米国のコンラート・ブロッホ教授とコレステロール、脂肪酸の代謝と調節の機構に関する研究により、ノーベル生理学医学賞を受賞し、沼は強い精神的な刺激を受けた。1968年帰国し医化学第二講座の主任教授に就任。その後10年程の間は、脂質代謝に重要な酵素、特にアセチル-CoAカルボキシラーゼの酵素学的研究を行った。
1974年中西重忠助教授を中心に神経内分泌系の分子生物学の研究を開始した。ACTHペプチドホルモンの合成機構を研究対象に、ACTH前駆体のcDNAクローニングに成功し、ACTH、エンドルフィンを含む興味深い前駆体構造が解明された。他の2種類のエンケファリン前駆体のcDNAクローニングにも成功し、ペプチド前駆体が類似した多種類の活性ペプチドを含んでいることが初めて明らかとなった。この過程で、生体内に微量しか存在せず、膜脂質を貫通しており不安定で、非常に分子量が大きい等、従来のタンパク質生化学的手法で研究の困難であった、神経伝達物質受容体やイオンチャネル、その他の情報伝達関連分子の研究に遺伝子工学的手法を導入して、以下に例を挙げる重要な機能分子の構造および構造機能相関の解明に先駆的かつ圧倒的な質の高い研究成果を次々と達成した。1985年より、分子遺伝学教室教授を兼任した。神経伝達物質受容体とイオンチャネルの一次構造を世界で初めて解明した。興奮収縮連関を担う主要な分子である電位依存性カルシウムチャネル（DHPRジヒドロピリジン受容体）や筋小胞体リアノジン受容体カルシウムチャネルの構造解明に世界に先駆けて成功し、筋興奮収縮連関の研究に貢献した。
nAChR をはじめとして数多くの機能分子の cDNA クローニングと機能発現が行われた沼研究室は1980年初頭から10年余りの間にわたって世界の分子神経生物学をリードした。沼教授は最後の10年間、まるで死期を予測していたように、研究に対してすさまじいまでの集中力を示した。研究に直結するもの以外は一切排除するという態度をとり、日曜日もなく毎日朝の11時から翌日の午前2時くらいまで研究室に閉じこもって研究に没頭した。1992年2月15日、京都大学定年退官を目前にして、かねてから闘病中であったS状結腸癌の肺・肝転移のため死去した。
沼教授はこれらの研究業績によって朝日賞、日本学士院賞、Heinrich Wieland、Otto Warburg メダル、Schmitt 神経科学賞、文化功労者等数多くの賞を授与され、また英国王立協会外国人会員，ドイツ自然科学アカデミー・レオポルディーナ会員，米国科学アカデミー外国人会員の栄誉が与えられた。また沼教授の董陶を受けた多くの門下生は、現在生化学、分子生物学、神経科学の種々の分野で活躍している。

## 業績
- 副腎皮質刺激ホルモン (ACTH) 前駆体タンパク質（プレプロオピオメラノコルチン）の全長cDNAクローニング[9]およびその遺伝子構造を解析し[10]ACTH、エンドルフィンを含む多ホルモン前駆体として合成されていることを解明した。
- エンケファリンを含む前駆体の全構造（プレプロエンケファリンA）[11]および遺伝子構造[12]を初めて明らかにし、ペプチド前駆体のcDNAクローニングによって新しい活性ペプチドの存在が予想できることを初めて示した。
- ダイノルフィン前駆体（プレプロエンケファリンB）全長のcDNAクローニング[13]に成功し、上記のプレプロオピオメラノコルチン,プレプロエンケファリンAと3種類存在するすべてのオピオイドペプチドの前駆体全構造の解明に成功した。
- 副腎皮質刺激ホルモン放出ホルモン (CRH) 前駆体タンパク質のcDNAクローニングに成功[14]し、視床下部—下垂体前葉—副腎皮質系（視床下部ー下垂体ー副腎系；HPA軸）による内分泌の転写・翻訳後修飾等による調節機構の解明への道を拓いた。
- ゴマフシビレエイ (Torpedo californica) のニコチン性アセチルコリン受容体αサブユニットのcDNAクローニング[4]を世界に先駆けて成功させ、全サブユニット(βとδ[15]、γ[16]の構造解明（哺乳類オルソログの単離及びゲノムDNA上の遺伝子構造の解明[17]）と再構成系による機能発現[18][19]をはじめとして、発生過程で胎児型のサブユニットが成体型へ置換して成熟してゆくメカニズムをサブユニット組成を操作できる再構成チャネルの電気生理学的測定により明確に示すこと[20]に成功した。
- 電気ウナギ (Electrophorus electricus) の発電器官を材料として、ナトリウムチャネルのcDNAクローニング[5]に初めて成功し、巨大な膜タンパク質の構造から、4つのドメイン構造や電位センサーと想像される特異なアミノ酸配列を持つことを明らかにした。
- 電位依存性カルシウムチャネル（骨格筋[6]、心筋[21]、脳[22]）のcDNAクローニングに成功し、筋の興奮収縮連関の研究に貢献[23]、チャネル活性化などの分子機構の解析へと発展させた。
- 興奮収縮連関を担う別の主要分子であるリアノジン受容体のcDNAクローニングに成功し、筋の興奮収縮連関の研究に貢献した[7]。
- Gタンパク質共役受容体として、ムスカリン性アセチルコリン受容体のcDNAクローニング[24]に成功し、引き続いて他のサブタイプの受容体[25]についても解析を進め、ムスカリン受容体の分子的多様性とその機能を解明に貢献した。
- Gタンパク質共役受容体の効果器として重要なヘテロ三量体Gタンパク質などの情報伝達分子群のcDNAクローニングに成功した[26]。
- 光受容の信号伝達の重要な機能分子として、トランスデューシン（α[27]、βサブユニット[28]）、サイクリックGMP依存性チャネルのcDNAクローニング[29]にも世界に先駆けて成功し、光受容の分子機構解明に大きく貢献した。
- 静止膜電位の維持の鍵となるNa+/K+—ATPase(α[30]、βサブユニット)のクローニングに成功し、細胞の分子生理学の伸展に大きく貢献した。

## 受賞
- 1973年 ハインリッヒ・ヴィーラント賞
- 1979年 フィリップ・フランツ・フォン・ジーボルト賞
- 1979年 第19回ベルツ賞1等賞　神経内分泌 「オピオイドペプチド前駆体とその遺伝子」[31]
- 1982年 朝日賞 中西重忠との共同受賞　「多ホルモン前駆体の構造・遺伝子進化に関する研究」
- 1985年 日本学士院賞
- 1987年 オットー・ワールブルク・メダル

## 栄誉
- 1979年 バイエルン科学・人文科学アカデミー連絡会員 (Corresponding Member) に選出[32]
- 1986年 マックス・プランク協会　外国人会員[32]
- 1986年 英国王立協会外国人会員[33]
- 1990年 ドイツ自然科学アカデミー・レオポルディーナ（現国立科学アカデミー・レオポルディーナ）外国人会員[32][34]
- 1991年 米国科学アカデミー外国人会員[32]
- 1991年 文化功労者、正四位勲二等旭日重光章